# Stenophylax nassarei
Stenophylax nassarei là một loài Trichoptera trong họ Limnephilidae. Chúng phân bố ở miền Cổ bắc.